# 棍棒战争
棍棒战争是1596到1597年在瑞典王国内现今芬兰境内的一场反对贵族与军队剥削的农民起义。这场起义的名字来自于农民们用各种钝器武装自己的事实。这些钝器有棍棒、连枷、手杖等，同时它们也被视为反抗那些配备重型防具的敌人的最有效的武器。这些自耕农们的配置中还有刀剑、一些火器，以及两门炮，而他们的对手，克拉斯·埃里克松·弗莱明的部队，则是专业的、配备重型武器与防具的士兵。

## 战争
农民们占领了诺基亚庄园领地的住宅并赢得了若干场反抗小型骑兵部队的小规模战斗，但是他们在1597年1月1日至2日被克拉斯·弗莱明决定性地击败了。接着在诺基亚发生了一场野战，但其结果却非决定性的：士兵们无法突破自耕农们的防御工事阵地，而自耕农们也无法在开阔地带击败士兵们。克拉斯·弗莱明之后尝试用计，答应自耕农们只要他们自耕农们将他们的首领们交给他弗莱明，他弗莱明他们就离开自耕农们的阵地。自耕农们答应了。当他们交出了他们的首领，克拉斯·弗莱明便立即命令全体出动攻击这些离开了他们阵地的自耕农们。这些自耕农们被大量屠杀。他们的总指挥官亚科·伊尔卡设法逃走了，但是在几周后被捕并且和四位其他的自耕农首领们在伊尔马约基教堂一起被斩首。第二波的暴动者们在2月24日的桑塔沃里战役中在伊尔马约基遭受到了决定性失败。总共将近有3000人死在了这场造反中。
这些暴动者们几乎都是来自东博滕、塔瓦斯蒂亚北部及萨沃的芬兰农民。在参加了1590年到1595年的艰苦的俄瑞战争过后，疲惫的他们失望地发现，即使是在《特乌西纳和约》之后，他们仍然被要求提供食物、运输及住所给一支相当大的军队。这些暴动者们还抱怨士兵们滥用税收系统来强行带走比他们该得的还要多的税金。这些事件可以被视为西吉斯蒙德国王与卡尔公爵间的更大的权力斗争的一部分。其中前者被弗莱明强烈支持，而后者对农民们的动机表示同情，但是无法进行军事干涉。

## 战后影响
历史学家兼芬诺曼运动者于尔约·萨卡里·于尔约-科斯基宁在他的著作《棍棒战争，其起因与事实》（Nuijasota, sen syyt ja tapaukset，1857-1859）中将这些农民们视为在为自由与正义而战。阿尔贝特·埃德费尔特的绘画《被烧毁的村庄》（Poltettu kylä，1879）描绘了在一座燃烧的村庄的背景中，一名妇女、一名儿童，以及一名老人藏在岩石之后。诗人卡洛·克拉姆苏称赞这些暴动者并在爱国诗歌中悲叹他们的失败。这些诗有《伊尔卡》（Ilkka）、《汉努·克兰卡》（Hannu Krankka），以及《桑塔沃里之战》（Santavuoren tappelu）等，它们都被出版在《诗歌》（Runoelmia，1887）中。在芬兰内战之后，辩论的中心围绕在强调卡尔公爵这一角色煽动了这场暴动的解释上。在彭蒂·伦瓦尔的《芬兰瓦萨时期的保皇派与起义者》（Kuninkaanmiehiä ja kapinoitsijoita Vaasa-kauden Suomessa，1949）中便能找到这个。辩论的另一个中心围绕在强调造反之根是阶级斗争的解释。海基·于利康阿斯在《棍棒战争》（Nuijasota，1977）中便争论了这个。